# 宮ヶ瀬副ダム

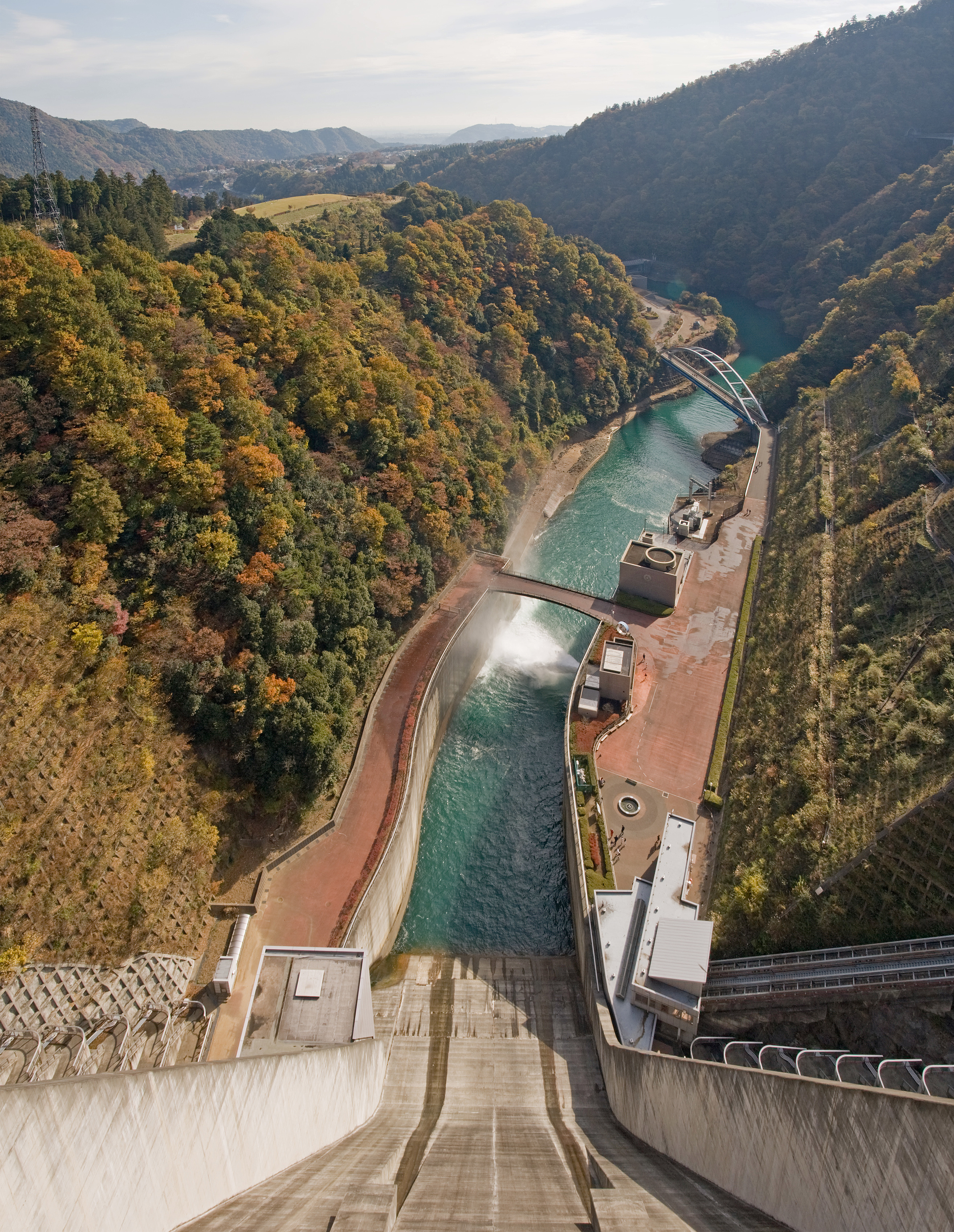
宮ヶ瀬ダムの上部から見た石小屋湖(中央) と石小屋ダム(右奥)
（2008年11月撮影）

宮ヶ瀬副ダム（みやがせふくダム）は、神奈川県愛甲郡愛川町半原地先、一級水系 相模川水系中津川に建設されたダムである。正式名称こそ宮ヶ瀬副ダムであるが、この名よりも別名の石小屋ダム（いしごやダム）と呼ばれる事が多い。ダム湖名も石小屋湖（いしごやこ）と命名された。名の由来はこの辺りが「石小屋」と呼ばれていたためである。
宮ヶ瀬副ダムの目的は、宮ヶ瀬ダムの放流水および愛川第1発電所の放流水を調整し、下流の急激な水位上昇を抑制する逆調整機能（洪水調節・不特定利水）、神奈川県企業庁が管理する愛川第2発電所での小規模な水力発電、また相模川本川の城山ダム（津久井湖）へ水を導水するために建設された津久井導水路へ水を送水するための水位確保（上水道）である。
ダムは宮ヶ瀬ダムよりすぐ下流、神奈川県立あいかわ公園にあり、駐車場から徒歩10分程度で到着する。石垣を模した独特の堤体が特徴的である。宮ヶ瀬ダムによる月二回の観光放流が行われると、副ダムも堤体全体から水が越流するさまが見られる。

## 歴史
1971年（昭和46年）、「相模川総合開発事業」の一環として建設が計画された宮ヶ瀬ダムは堤高156.0m、総貯水容量が約2億トンという首都圏最大のダムであり、ダムからそのまま放流を行った場合、急激な水量の増加による弊害が起こる可能性があった。このため宮ヶ瀬ダムの直下流約800m地点に副ダムを設けることで、洪水調節時の放流の際にも増水した中津川の水流量を調整し、下流の急激な増水を抑制しようとした。
こうして建設されたのが宮ヶ瀬副ダムである。一般的にダムには水量を調節する副ダムが建設されるが大体は高さが10m程度の小規模なものである。だが宮ヶ瀬副ダムは堤高が34.5mと河川法上におけるダムの定義を満たしており、通常のダムとして扱われる。副ダムが単体のダムとして扱われる例は多目的ダムにおいては宮ヶ瀬副ダムが唯一である（鞍部ダムを除く）。ダムは宮ヶ瀬ダムと共に建設が開始され、2000年（平成12年）に宮ヶ瀬ダムと共に完成した。
2019年の令和元年東日本台風（台風19号）による大雨では、南側の高取山の斜面で発生した土石流が石小屋湖に流入した。これによって新石小屋橋の直下の右岸側に扇状の半島が形成された。

## 外観
宮ヶ瀬副ダムの天端は橋のような形状になっており、ダム周辺の建物は岩に見立てたデザインとなっている。これはダム建設に伴い消滅した石小屋橋と中津川渓谷をイメージしたもので、当時の面影を伝えるとともに、周囲の自然景観に馴染むように配慮されている。

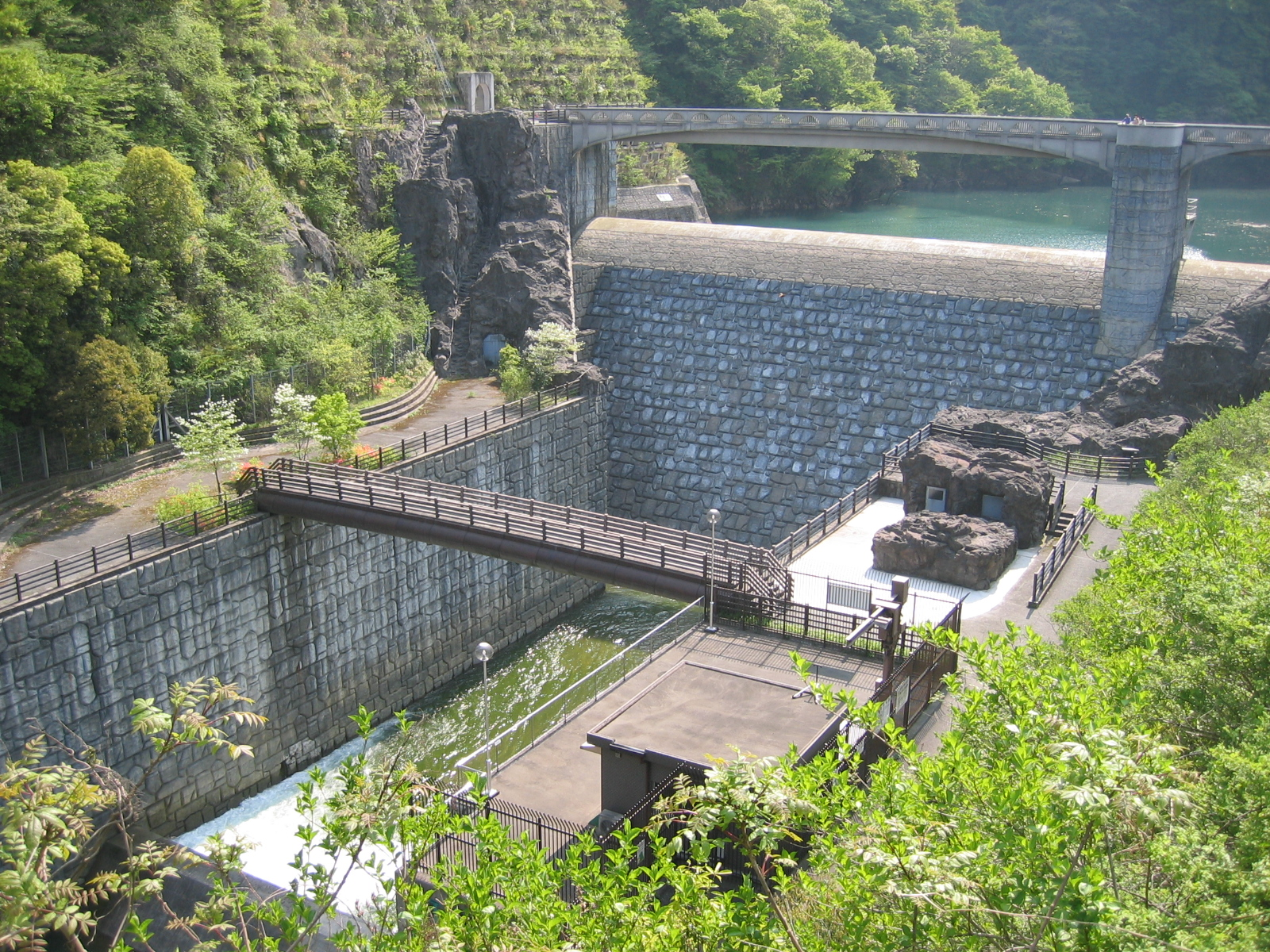
越流していない時の宮ヶ瀬副ダム
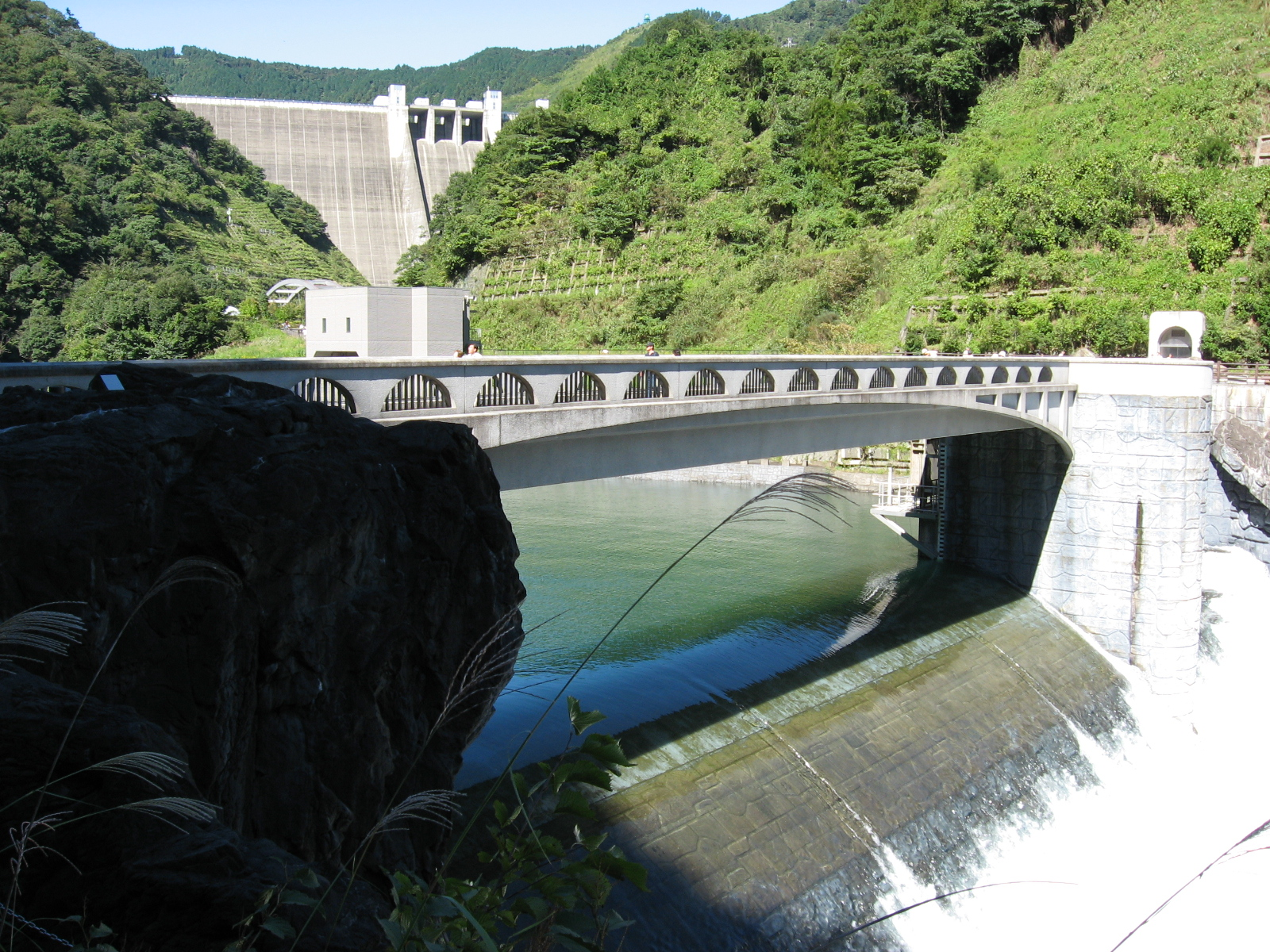
宮ヶ瀬副ダム（手前）と宮ヶ瀬ダム（奥）
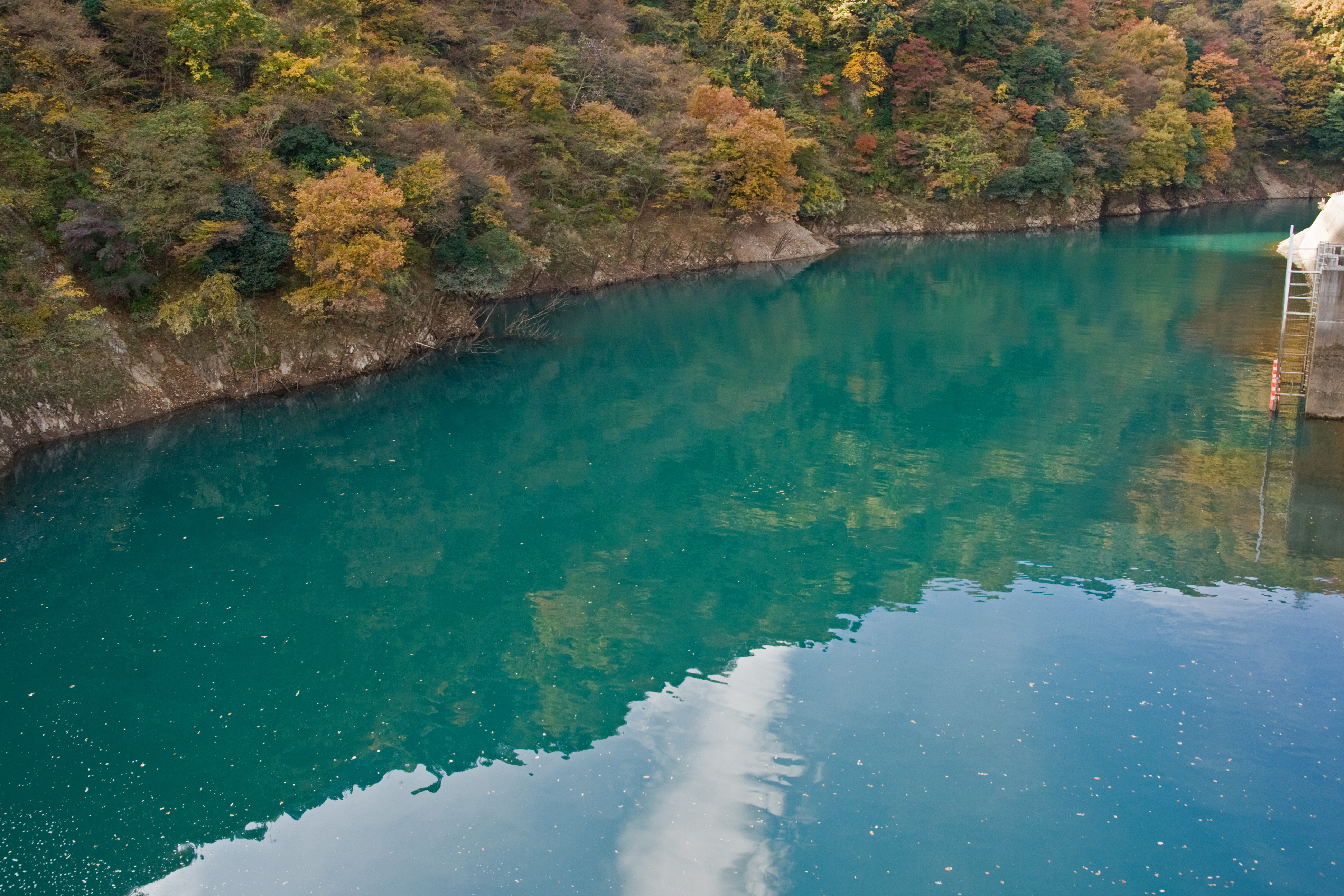
石小屋湖